# 博因頓海灘站
博因頓海灘站（英語：Boynton Beach Station）是三鐵路在博因顿海滩的一座通勤铁路站。這座車站位於高嶺路，關口大道以北、I-95以西，座落於一條被稱作西北商業園道的小路，此車站在1989年12月18日正式啟用，並於2003年翻新。此車站在西北商業園道的盡頭設有泊車服務，車站前有一個環路，和一條沿著環路的巴士綫。

## 外部連結
- South Florida Regional Transportation Authority - Boynton Beach station
- Station from Google Maps Street View （页面存档备份，存于）